# Anton Tomko
Anton Tomko (* 4. August 1963 in Prešov, Tschechoslowakei) ist ein ehemaliger slowakischer Eishockeyspieler und derzeitiger -trainer. 

## Karriere
Anton Tomko begann seine Karriere als Eishockeyspieler in seiner Heimatstadt beim ZPA Prešov, wo er einen großen Teil seiner Karriere spielte. In der Saison 1981/82 spielte er beim VSŽ Košice. Danach kehrte er zu seinem Heimatverein zurück, wo er bis zum Ende der Saison 1983/84 unter Vertrag stand und mit diesem den Aufstieg in die zweite Spielklasse der CSSR, die 1. SNHL, schaffte. Parallel zum Sport studierte er an der Universität Prešov. 1984 wechselte er zusammen mit Vladimir Svitek und Anton Bartánus zum HK Triglav Kranj nach Slowenien, wo er 1986 seine aktive Laufbahn beendete. In den folgenden vier Spieljahren betreute er den slowenischen Klub als Trainer, bevor er in seine Heimatstadt zurückkehrte.
In Prešov war er zunächst als Jugendtrainer angestellt. Als Milan Hovorka Cheftrainer der Profimannschaft wurde, wurde Tomko zum Assistenztrainer befördert. Später betreute er die U18-Mannschaft des Vereins, bevor er selbst Cheftrainer des A-Teams wurde. 
In der Spielzeit 2004/05 war er Assistenztrainer unter Cheftrainer Milan Hovorka beim MsHK Žilina. In der folgenden Spielzeit wurde Ján Šterbák Cheftrainer in Žilina und Tomko blieb in seiner Position. Am Ende der Saison 2005/06 gewann der MsHK Zilina die Slowakische Meisterschaft. Nach dem Titelgewinn erhielten Šterbák und Anton Tomko einen Vertrag bei dessen Ligarivalen HC Košice, bei dem Tomko zur Saison 2008/09 zum Cheftrainer befördert wurde. In seinem ersten Jahr in dieser Position in Košice wurde Tomko Slowakischer Meister mit seiner Mannschaft und zudem zum Extraliga-Trainer des Jahres ernannt.
Am 24. September 2009 trat er nach einem schlechten Saisonstart seiner Mannschaft als Trainer des HC Košice zurück. Kurz darauf unterschrieb er einen Vertrag bei dessen Ligarivalen und seinem Ex-Verein MsHK Žilina, bei dem er eineinhalb Jahre lang blieb. Zur Saison 2011/12 übernahm er das Amt als Cheftrainer der slowakischen U20-Nationalmannschaft, die als HK Orange am Spielbetrieb der Extraliga teilnahm. In der folgenden Spielzeit betreute er den HC 46 Bardejov aus der zweiten slowakischen Spielklasse, ehe er 2013 das Cheftraineramt beim HC Košice übernahm.

### International
Tomko vertrat die Nationalmannschaft der Tschechoslowakei im Juniorenbereich. Bei der U18-Europameisterschaft 1981 in Minsk gewann er mit der U18-Auswahl die Silbermedaille.

## Erfolge und Auszeichnungen
- 1981 Silbermedaille bei der U18-Europameisterschaft in Minsk[3]
- 2006 Slowakischer Meister mit dem MsHK Žilina (als Assistenztrainer)
- 2009 Slowakischer Meister mit dem HC Košice (als Trainer)
- 2009 Trainer des Jahres in der Extraliga
- 2014 Slowakischer Meister mit dem HC Košice (als Trainer)